# Liste der Einträge im National Register of Historic Places im McNairy County

Lage des McNairy Countys in Tennessee

Die Liste der Einträge im National Register of Historic Places im McNairy County in Tennessee führt die Bauwerke und historischen Stätten im McNairy County auf, die in das National Register of Historic Places aufgenommen wurden.

## Derzeitige Einträge
| [ 2 ] | Name                               | Bild                               | Eintragsdatum        | Lage                                                                                               | Ort                    | Beschreibung |
| ----- | ---------------------------------- | ---------------------------------- | -------------------- | -------------------------------------------------------------------------------------------------- | ---------------------- | ------------ |
| 1     | Bethel Springs Presbyterian Church | Bethel Springs Presbyterian Church | 1983 ID-Nr. 83003054 | 3rd Avenue 35° 13′ 57″ N, 88° 36′ 25″ W                                                            | Bethel Springs         |              |
| 2     | Big Hill Pond Fortification        | Big Hill Pond Fortification        | 1998 ID-Nr. 98001182 | Zwischen John Howell Road und den Gleisen der früheren Southern Railway 35° 2′ 12″ N, 88° 44′ 6″ W | Östlich von Pocahontas |              |
| 3     | Wray's Bluff Fortification         |                                    | 1998 ID-Nr. 98001183 | Adresse nicht veröffentlicht                                                                       | Östlich von Pocahontas |              |